# Artocarpus
Artocarpus es un género de plantas de la familia de las moráceas. Comprende unas 60 especies distribuidas desde el este y sureste asiático hasta la Polinesia, pasando por Indonesia, Micronesia y Melanesia. El género se puede dividir en dos subgéneros: Pseudojaca y Artocarpus. La palabra «Artocarpus» deriva del griego: «artos», pan y «karpos», fruto.

## Descripción
Se trata de un género próximo a Ficus, de árboles monoicos, con flores unisexuales, con los dos sexos en una misma planta  (monoicas). Las flores hembra son pequeñas y verdosas, y crecen primero. Después de la polinización, se convierten en infrutescencias s, que pueden llegar a ser muy grandes. El ovario es sincárpico, súpero. En cuanto a las hojas, pueden pasar de ser muy pequeñas y compactas (Artocarpus integer) a ser grandes y lobuladas (Artocarpus altilis).
La mayoría de frutos de estas especies son comestibles y cultivados en los trópicos. El árbol del pan (Artocarpus altilis), Artocarpus integer, el árbol de jack (Artocarpus heterophyllus) o  Artocarpus odoratissimus producen frutos comestibles con un alto contenido en glúcidos.
El nombre del género (Artocarpus) fue acuñado entre 1772 y 1775 por Johann Reinhold Forster y J. Georg Adam Forster (padre e hijo) durante el segundo viaje de James Cook a bordo del HMS Resolution.

## Fitoquímica

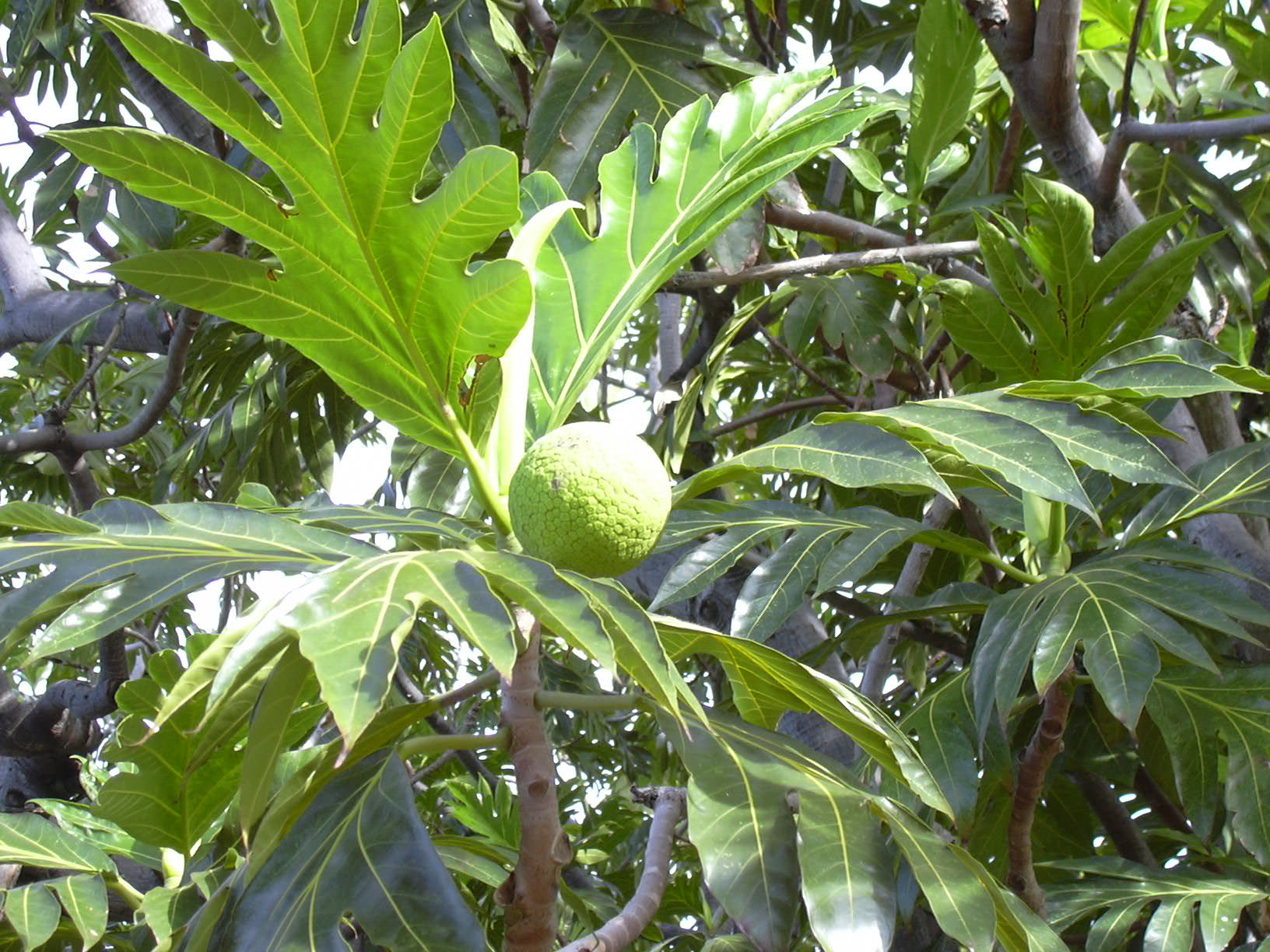
Artocarpus altilis (hojas y frutos). Maui, cementerio de Puehuihueiki, Lahaina.

El fruto del árbol del pan (Artocarpus altilis) contiene aproximadamente 25% de carbohidratos y 70% de agua. Tiene una cantidad promedio de vitamina C (20 mg/100 g), pequeñas cantidades de minerales (potasio y zinc) y tiamina (100 μg/100 g).
Estudios realizados en Artocarpus nobilis han detectado la presencia de flavonoides (artonina, artobiloxantona, artoindonesianinas, ciclocomunol y multiflorinas) y xantonoides en la corteza de su raíz compuestos fenólicos geranilados en sus frutos geranil chalconas en sus hojas y piranodihidrobenzoxantonas aisladas de la corteza En sus hojas se han encontrado triterpenos (acetato de lupeol, acetato de β-amirina y ácido zizfursólico)
Las plantas de este género tienen varias aplicaciones etnofarmacéuticas en el sur de Asia para tratar inflamaciones, fiebre por malaria, úlceras y diarrea. 2007; Zahid et al., 2007).

## Especies

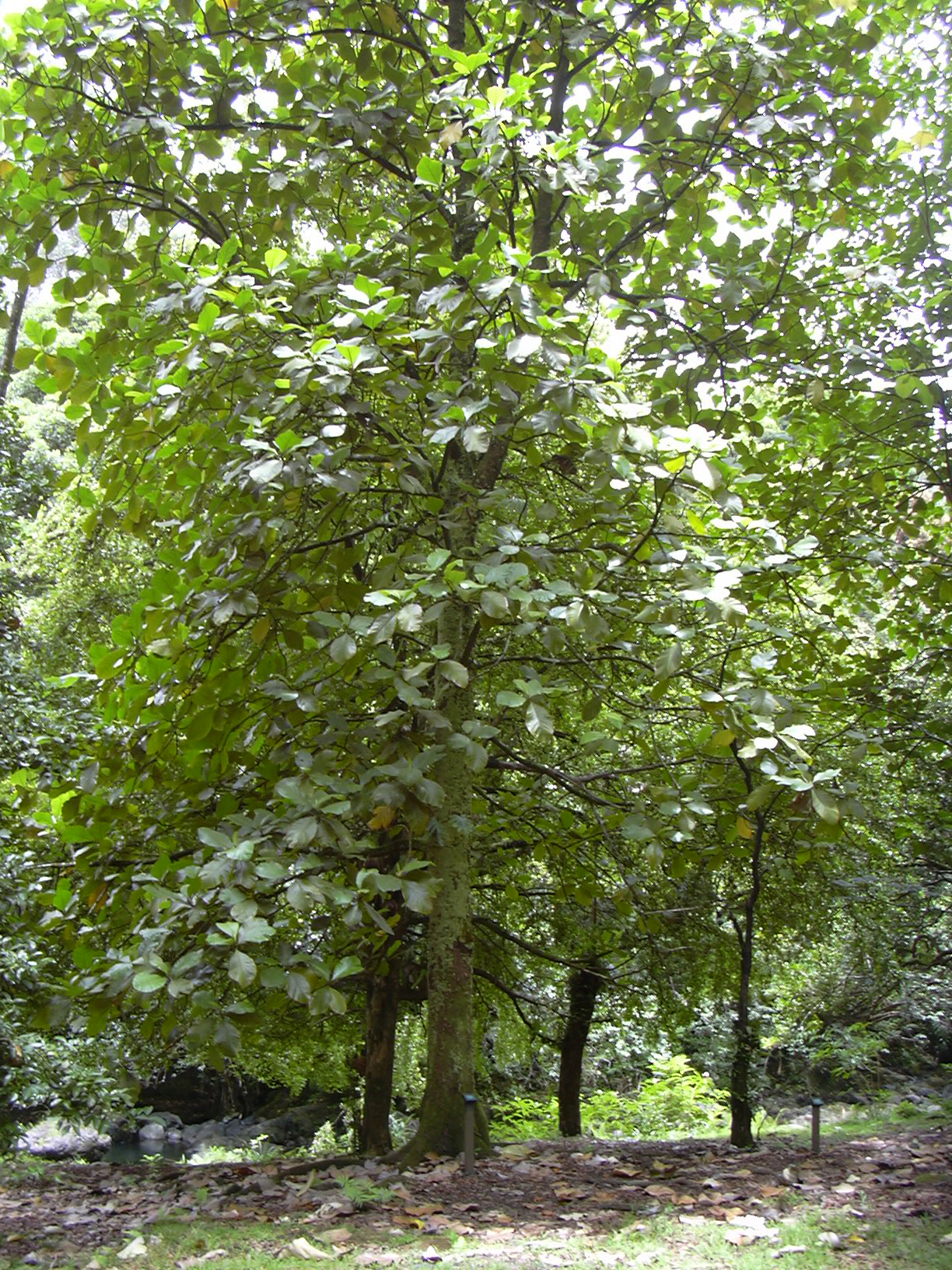
Artocarpus odoratissimus.

El género Artocarpus incluye las siguientes especies:
| - Artocarpus altilis (árbol del pan) - Artocarpus blancoi (incluido dentro de A. altilis) - Artocarpus camansi - Dolangian de Filipinas - Artocarpus cannonii - Artocarpus chama - Artocarpus champeden (incluido dentro de A. integer) - Artocarpus chaplasha (incluido dentro de A. chama) - Artocarpus comezianus - Artocarpus communis (incluido dentro de A. altilis) - Artocarpus cummingianus (incluido dentro de A. ovatus) - Artocarpus elasticus - Artocarpus gomezianus - Artocarpus heterophyllus (árbol de jack) - Artocarpus hirsutus - Artocarpus hybr. - Artocarpus hypargyreus | - Artocarpus incisa (incluido dentro de A. altilis) - Artocarpus integer (cempedak) - Artocarpus integrifolius (incluido dentro de A. heterophyllus) - Artocarpus lacucha - Artocarpus lingnanensis - Artocarpus mariannensis (incluido dentro de A. altilis) - Artocarpus nitidus (incluido dentro de A. heterophyllus) - Artocarpus nobilis - Artocarpus odoratissimus - Artocarpus ovatus - Artocarpus polyphema (incluido dentro de A. integer) - Artocarpus pomiformis (incluido dentro de A. gomezianus) - Artocarpus rigidus - Artocarpus rima (incluido dentro de A. altilis) - Artocarpus tamaran - Artocarpus tonkinensis - Artocarpus venenosa |